# JTEKT Stings

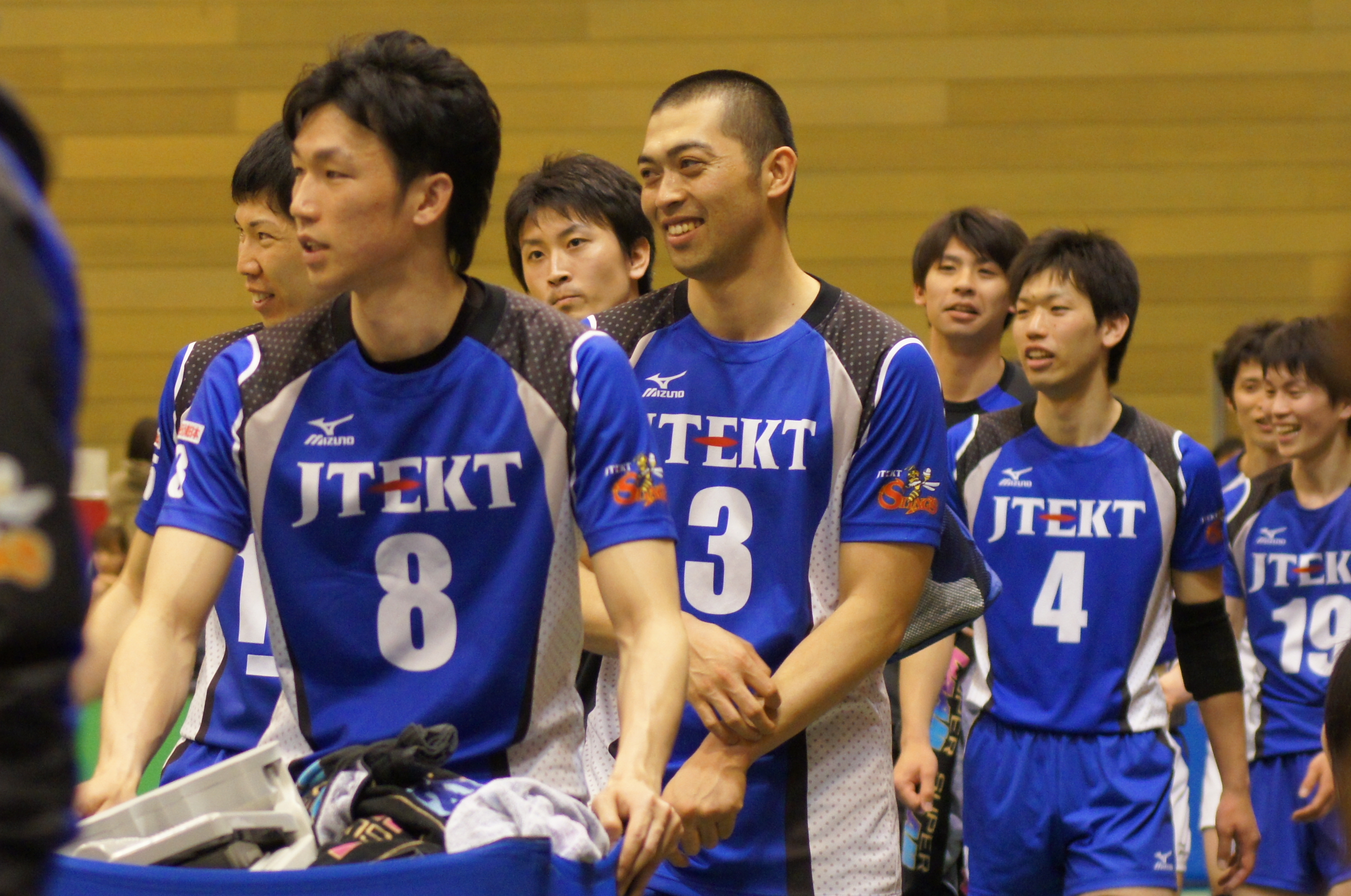
Zawodnicy JTEKT Stings w sezonie 2012/2013

JTEKT Stings (jap. ジェイテクト スティングス) – japoński męski klub siatkarski z siedzibą w Kariya. Został założony w 1958 roku. W klubie występowało już wielu zawodników różnych państw w tym kilku reprezentantów Japonii m.in. Yūji Nishida.
Od sezonu 2025/2026 dyrektorem sportowym klubu jest Michał Mieszko Gogol.

## Sukcesy
Puchar Cesarza:
- 2020[3]
- 2013[4]

Mistrzostwo Japonii:
- 2020
- 2025[5]
- 2017

## Obcokrajowcy w drużynie
| Lata gry            | Imię i nazwisko            | Pozycja     |
| ------------------- | -------------------------- | ----------- |
| 2006-2007           | Ernardo Gómez              | atakujący   |
| 2012-2013           | Jean Patrice Ndaki Mboulet | atakujący   |
| 2013                | Yadier Sánchez Sierra      | atakujący   |
| 2013-2015           | Fernando Hernández Ramos   | atakujący   |
| 2015-2018 2019-2020 | Matej Kazijski             | przyjmujący |
| 2018-2019           | Walentin Bratoew           | przyjmujący |
| 2019-               | Rao Shuhan                 | środkowy    |
| 2020-2022           | Luiz Felipe Fonteles       | przyjmujący |
| 2022-2024           | Tine Urnaut                | przyjmujący |
| 2024-               | Ricardo Lucarelli          | przyjmujący |
| 2024-               | Torey Defalco              | przyjmujący |
| 2025-               | Stéphen Boyer              | atakujący   |